# 버닝 포스
버닝 포스(バーニングフォース, Burning Force)는 남코가 1989년에 발매한 3D 슈팅 아케이드 게임이다. 남코 시스템 2 기판으로 일본에서만 출시됐고, 1990년에 메가 드라이브로 이식된 버전이 전세계로 발매됐다.

## 게임플레이
버닝 포스의 주인공은 21살 우주군 사관생도 텐겐지 히로미(天元時ひろみ)로, 졸업하기 위한 마지막 시험으로 첨단비행모빌 사인 덕을 주행해 각각 4구간으로 이뤄진 6개의 구역에 있는 적군들을 제거하면서 돌파해야한다. 버닝 포스의 게임플레이는 세가의 스페이스 해리어과 비슷해, 앞으로 질주하면서 방해물들을 피하거나 무기로 겨냥하여 제거하는 것이 주목표이다.

## 후속
버닝 포스는 이후 남코의 게임들에서 여러 가지 형태로 재등장했다. 주인공 텐겐지 히로미는 남코의 이후 아케이드 게임들에서 카메오로 출연했다. 1994년 마하 브레이커즈에선 비행선의 광고판으로 등장했고, 남코 시스템 12으로 발매된 야구 게임 월드 스타디움에선 니코타마 걸스의 수비팀으로 등장했다. 태고의 달인에선 이 게임의 배경음악들을 리믹스한 '버닝 포스 메들리'가 선택가능한 곡이 됐다. 2005년의 크로스오버 게임 남코 X 캡콤에선 히로미가 바라듀크의 토비 마스요와 그룹을 이뤄 출연했다.